# Пјан дела Пјеве (Мачерата)
Пјан дела Пјеве (итал. Pian della Pieve) насеље је у Италији у округу Мачерата, региону Марке.
Према процени из 2011. у насељу је живело 51 становника. Насеље се налази на надморској висини од 163 м.